# 日根野弘就
日根野弘就（生年不詳－1602年7月17日）是日本戰國時代至安土桃山時代的武將。美濃本田城城主。

## 出自
日根野氏是在和泉日根（或日根野，現今的大阪府泉佐野市日根野）一地發祥的一族。自稱藤原姓，但是在系圖中於初期的記載有許多不明地方。亦有說法指出，可能是由在泉佐野持有勢力的新羅的渡來系「日根造」的後裔（『泉佐野市史』（作者：柴田實，泉佐野市役所，1958年））。
在父親（九郎左衛門）一代，一部份族人移住至美濃國。美濃日根野氏與和泉日根野氏之間的交流在代代亦有持續，現存有弘就向和泉的日根野孫次郎送出的書狀等。

## 生平

### 齋藤家臣時期
最初仕於齋藤道三，在道三的兒子義龍一代受到重用。弘治元年（1555年）10月22日，受義龍之命而在稻葉山城內斬殺義龍的異母弟孫四郎、喜平次（『信長公記』）。在義龍掌握齋藤氏的實權後，被列為重臣，於義龍的兒子龍興一代亦被重用，在永祿年間有許多與氏家直元、安藤守就、竹腰尚光一同、或加上日比野清實、長井衛安2人連署的書狀（『安藤文書』、『中島文書』等）。
此後因為被懷疑與織田家內通，於是邀請近江國的淺井賢政（後來的長政）向與自己不和的安藤等西美濃三人眾的領地出兵，進行牽制（『江濃記』、『美濃明細記』）。永祿7年（1564年），因為安藤守就和女婿竹中重治引發的「稻葉山城佔據事件」，與主君龍興一同被逼出稻葉山城（『美濃雑事記』）。永祿9年（1566年），改為延永姓（延永氏是一色氏的家臣兼擔任丹後守護代等的家名），自稱延永備中守弘就（『中島文書』）。
之後跟隨龍興繼續抵抗織田家，永祿10年（1567年）8月，稻葉山城落入織田家手中，西美濃三人眾完全降於織田信長，大名齋藤家滅亡。因此自身亦失去領地，於是與弟弟盛就等日根野一族一同成為浪人。

### 流浪時期
在齋藤家滅亡後，與日根野一族仕於遠江國的今川氏真（在『太閤記』中記載是前往關東）。永祿11年（1568年）12月27日，掛川城城主朝比奈泰朝與德川氏家臣石川數正交戰，此時弘就的家臣日根野源太、鈴木深右衛門被殺。翌年（1569年）1月12日，與在天王山守備的德川家康戰鬥（『小倉文書』、『松平記』等）。同月18日，與盛就一同強襲德川方的金丸山砦，令久野宗信、小笠原氏興敗走，更擊破前來支援的岡崎眾。家康得知敗報後動怒，並叱責久野等人。不過今川氏在同年中開城並向德川氏降伏，日根野一族再次成為浪人。
在今川沒落後，前往近江並與近江的土豪今井秀形、島秀安等人建立關係（『島記錄』），不過在不久後仕於淺井長政，但是在元龜3年（1572年）冬天離開淺井家，並參與長島一向一揆，守備岐阜附近的新建城砦（『顯如書』），而且在大湊出船運送足弱眾（女人和小童）等，塙直政在天正元年（1573年）9月20日送出「日根野以船運送足弱的事件屬於不當，必定與船主一同處罰」（日根野が足弱を送ってきた船の件は曲事であるので船主共を必ず成敗すること）的書状中，向大湊傳達信長的命令（『伊勢市大湊支所保管文書』），後來協助日根野的山田三方福島父子被處刑。
天正2年（1574年）9月29日，織田軍發動總攻撃，伊勢長島的一向一揆被消滅，不過日根野一族從長島逃出，後來暫時降於長年對抗的信長。另外，在不明時期得到平松一地的住所和城池，於是居住在該地（『島記錄』）。

### 織田家臣時期
仕官於織田家後，擔任馬廻（『島記録』），在天正3年（1575年）8月參加討伐越前一向一揆，與遠藤慶隆等人一同進攻越前國，日根野隊越過白木峠侵入穴馬谷，撃破固守在該地的一揆（『遠藤家舊記』）。天正6年（1578年）11月，參加有岡城之戰（『信長公記』）。
天正8年（1580年）閏3月，弟弟盛就首次與同族的六郎左衛門、半左衛門、勘右衛門、五右衛門等人被賜予安土（現今近江八幡市安土町）的屋敷地（『信長公記』），其他日根野一門亦被信長提拔為馬廻。
在天正10年（1582年）6月的本能寺之變發生時，居住在京都，沒有前往本能寺和二條御所，而是靜觀狀況，與美濃的佐藤秀方通信，討論今後的事（『金森文書』）。山崎之戰後，向遠藤慶隆傳達京都的情勢（『安養寺文書』）。

### 豐臣家臣時期
天正11年（1583年）5月，與池田恒興一同向美濃的瑞龍寺發出禁制，在賤岳之戰後被賜予美濃的領地（『瑞龍寺文書』）。天正12年（1584年）3月，因為豐臣秀吉的命令而向伊勢國出陣，之後前往尾張參加小牧長久手之戰，與弟弟盛就等人一同被任命守備要所二重堀砦，此時與德川軍發生小型戰鬥，軍中出現許多死傷者，不過成功防守，5月1日，跟隨羽柴軍主力轉進美濃，於是放棄城砦並開始撤退，與細川忠興、木村重茲、長谷川秀一、神子田正治等人一同擔任羽柴軍的殿軍，與前來追撃的織田信雄軍交戰（『改正三河後風土記』上卷）。
天正13年（1585年）7月，在四國征伐中於羽柴秀次之下參戰，進攻阿波的脇城（『四國御發向井北國御動座記』）。此後因為觸怒秀吉而一時間被流放，不過在天正18年（1590年）被原諒，於是再次出仕。在文祿慶長之役時，擔任秀吉的使者渡海前往朝鮮（『老人雜話』）。文祿4年（1595年），在秀次事件後，所領被重整，此後所領有伊勢、尾張、三河內合共1萬6千石（『紀伊國古文書』）。

### 晩年
慶長5年（1600年），由於在關原之戰中沒有表明加入東軍或西軍的立場，因此戰後受到減封處分。而孫兒兼信濃國諏訪藩藩主日根野吉明即使在關原之戰中加入東軍，亦在慶長6年（1601年）被減少石高，被轉封至下野國壬生藩。
在慶長7年5月28日（1602年7月17日）死去，遺領被沒收。一説是為了消除與西軍內通的証據而自殺，因為沒有在史料中得到確實記載，實況不明。

## 與鎧兜的關係

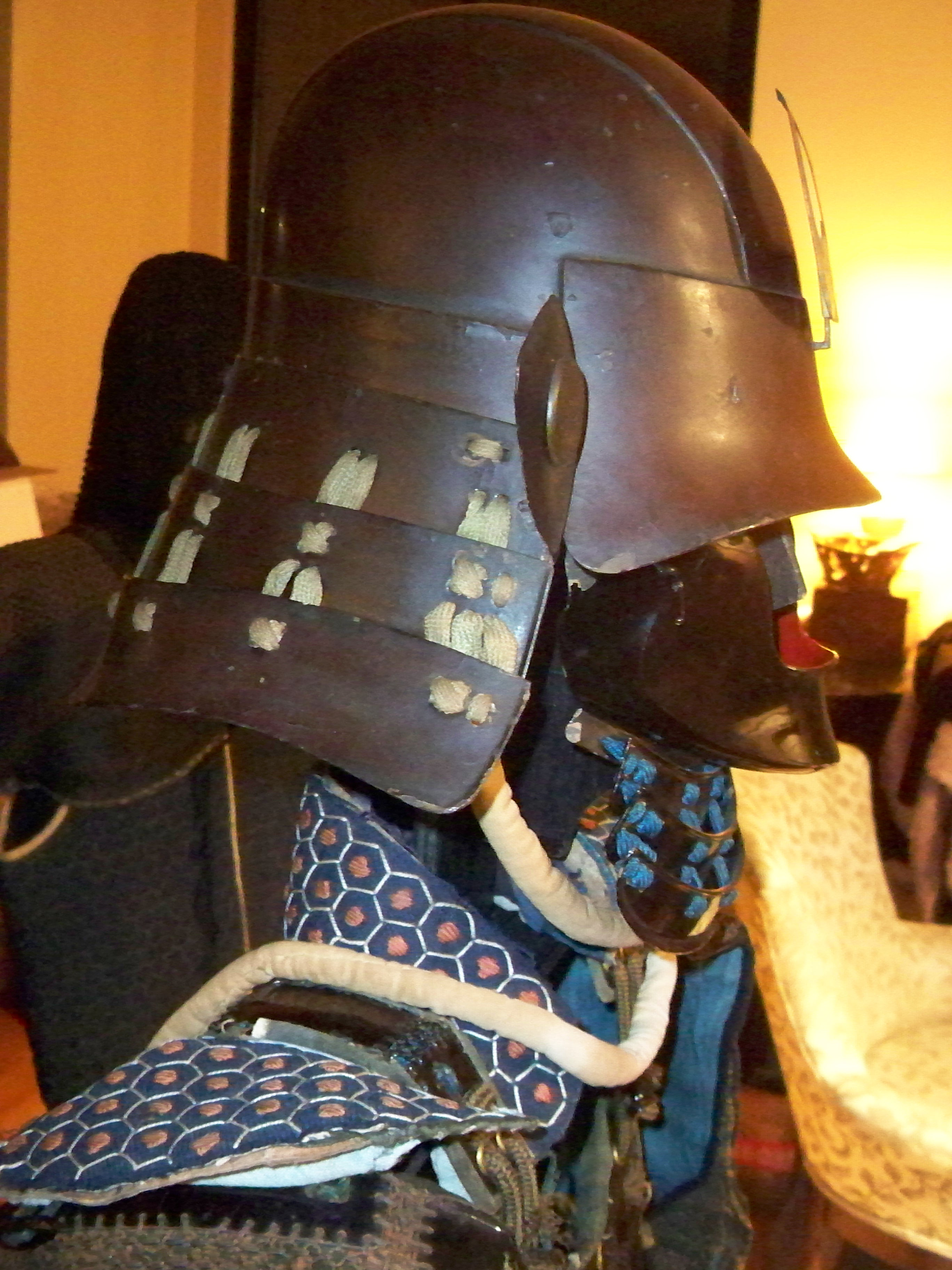
日根野頭形兜

- 曾製作過許多鎧和兜，特別是頭形兜因為是曲線形狀，對付鐵砲有實戰效果，因此被視為重寶，這種頭形兜被稱為「日根野頭形」並留名於後世。日根野頭形的兜在日本戰國時代的後期中相當流行，德川家康、真田信繁（幸村）、井伊直政、立花宗茂、千利休等許多人物亦以日根野頭形為原型，再運用獨自的裝飾改良。

## 登場作品
- （岩井三四二，講談社，2003年9月）
- （岩井三四二，講談社文庫，2007年8月）